# Secretly, Greatly
Secretly, Greatly (Hangul: 은밀하게 위대하게) é um filme de ação e comédia-drama sul-coreano de 2013 estrelado por Kim Soo-hyun, Park Ki-woong e Lee Hyun-woo, que interpretam espiões norte-coreanos que se infiltram na Coreia do Sul como um idiota da aldeia, um músico de rock e um estudante do ensino médio, respectivamente. Eles assimilam a vida da cidade pequena, enquanto aguardam ordens, até que um dia, devido a uma mudança repentina de energia no Norte, sua missão acaba por ser uma ordem para cometer suicídio. O filme é baseado no webtoon de 2010 Covertness por Hun, que recebeu mais de 40 milhões de acessos à página.
Após o seu lançamento em 5 de junho de 2013, o filme quebrou vários recordes de bilheteria na Coreia do Sul: a maior abertura em um único dia para um filme nacional, a maioria dos ingressos vendidos em um dia para um filme nacional, o maior fim de semana de abertura, a maior bilheteria de um filme baseado em um webtoon e o filme mais rápido à chegar a 1 milhão, 2 milhões, 3 milhões e 4 milhões de marcas em número audiência. Especialistas em filmes atribuem seu sucesso a uma grande percentagem de participação do público adolescente.

## Enredo
Um grupo de espiões chamado de 5446 Corps foram treinados pela elite das forças especiais da Coreia do Norte desde a sua juventude, aparentemente em direção ao objetivo sublime da Coreia de ser unificadora. Eles são ambiciosamente enviado para a Coreia do Sul, onde cada um se disfarça como um tolo, uma aspirante a cantor e um estudante do ensino médio. Passando o tempo chato sem receber ordens do Norte, eles gradualmente se acostumam com a vida como vizinhos comuns em uma cidade pequena, até que um dia, suas vidas mundanas são viradas de cabeça para baixo quando uma missão "secreta e grande" de repente é atribuída a eles. Devido aos acontecimentos da Segunda Batalha de Yeonpyeong, a Coreia do Sul exige os nomes, localização e classificação de 30 espiões norte-coreanos ativos na Coréia do Sul, prometendo ajudar financeira o Norte na condição de Pyongyang para voltas de seus espiões. Para evitar que as elites de caiam nas mãos dos inimigos, o governo norte-coreano da ordens a dezena de espiões do serviço ativo para tirar suas próprias vidas. Enquanto isso, seu instrutor do exército norte-coreano Kim Tae-won atravessa a fronteira para eliminar aqueles que se recusam a seguir.

## Elenco
- Kim Soo-hyun - Lieutenant Won Ryu-hwan/Bang Dong-gu (원류환/방동구)

Agente top norte-coreano que venceu 20.000 outros concorrentes, é fluente em cinco idiomas e tem uma incrível capacidade de ler as pessoas. Disfarçado como um idiota da aldeia.
- Park Ki-woong - Rhee Hae-rang/Kim Min-Su (리해랑/김민수)

Filho de um alto escalão norte-coreano oficial Rhee Moo-Hyuk, e como um agente é quase tão bom como Ryu-hwan. Disfarçado como um cantor.
- Lee Hyun-woo - Rhee Hae-jin (리해진)

O agente secreto mais da história norte-coreana. Disfarçado como um estudante do ensino médio.
- Son Hyun-joo - Colonel Kim Tae-won (김태원), chefe de treinamento do 5446 Corps.[24]
- Park Hye-sook - Jeon Soon-im (전순임), "Mercado de avó".
- Kim Sung-kyun - Seo Soo-hyuk (서수혁), líder da equipe NIS.
- Go Chang-seok - 2º Tenente Seo Sang-gu/Professor Seo Young-guk (서상구/서영국)
- Jang Gwang - Go Hwi-sun(고휘순), "Velho Go".
- Shin Jung-geun - Mr. Park, o barbeiro.
- Hong Kyung-in - Jo Doo-seok (조두석), O filho de Soon-im.
- Lee Chae-young - Ran (Nickname)/Heo Ih-ran (webtoon)/Heo Jeom-ran(filme)(란/허이란/허점란)
- Park Eun-bin - Yoon Yoo-ran(윤유란)
- Choi Woo-shik - Yoon Yoo-joon(윤유준), Yoo-ran's Younger brother
- Joo Hyun - Rhee Moo-hyuk (리무혁), fundador da 5446 Corps founder, pai de Hae-Rang.
- Gu Seung-hyun - Hwang Chi-woong (황치웅)
- Jo Yong-jin - Hwang Se-woong (황세웅), irmão mais novo de Chi-woong.
- Lee Yeon-kyung - Chi-woong e mãe de Se-woong.
- Uhm Tae-gu - Hwang Jae-oh (황재오)
- Moon Won-ju - Choi Wan-woo (최완우)
- Kim Beop-rae - NIS director
- Lee Min - department head
- Kim Young-jin - Kim Hee-kwan (김희관), ex-chefe da MPAF.
- Yoon Won-seok - Deong-chi
- Park Jeong-gi - líder da equipe de ataque de força.
- Go In-beom - chef Choi Jin-Tak (최진탁)
- Lee Bo-hyeon - agente da NIS
- Yook Se-jin - agente da NIS
- Kang Eun-tak - agente da NIS
- Park Jang-shik - agente da NIS
- Won Hyeon-jun - agente da NIS
- Heo Seok - agente da NIS
- Son Jun-young - jovem Ryu-hwan
- Hong Tae-ui - jovem Hae-rang
- Seong Yu-bin - jovem Hae-jin
- Kim Do-gyun - juíz da audição
- Park Hwi-sun

## Bilheteria
Com 498.282 bilhetes vendidos no dia do seu lançamento, Secretly, Greatly registrou o maior dia de abertura de todos os tempos (por um filme nacional) na Coreia do Sul, superando o recorde anterior de  The Host, que abriu com cerca de 450 mil ingressos vendidos em 2006. Dentro de apenas 36 horas após seu lançamento, o filme atraiu 1.011.025 espectadores, tornando-se o filme mais rápido a chegar a marca de um milhão no número de audiências, na nação. Para seu segundo dia (que coincidiu com o feriado do Dia do Memorial da Coreia), registrou o maior total de entradas para um único dia (por um filme nacional), com 919.035 espectadores. 72 horas após o seu lançamento, o número de bilhetes vendidos para Secretly, Greatly cruzou a fronteira de 2 milhões, tornando-se o filme mais rápido a fazê-lo. Em seu quinto dia do lançamento, as vendas totais de ingressos quebrou a marca de 3 milhões, como o registro mais rápido de todos os tempos. O filme registrou a maior semana de estréia com um total de 3.491.294 espectadores, batendo Transformers: Dark of the Moon que abriu com 3.356.316 espectadores em 2011. Ele também se tornou o filme baseado em um webtoon com maior bilheteria no país, superando o filme de 2010 Moss com 3.408.144 ingressos vendidos.
Em seu oitavo dia de lançamento, o filme se tornou o filme mais rápido a chegar a marca de 4 milhões em número de público, empatado com The Host, Transformers: Dark of the Moon, The Thieves e Iron Man 3. Pelo décimo segundo dia, chegou à 5 milhões de espectadores. Com dezenove dias, tornou-se o quarto filme de maior bilheteria de 2013 no país, atrás de Miracle in Cell No. 7 (12.32 milhões), Iron Man 3 (8.99 milhões), e The Berlin File (7 milhões), ganhando mais de 6 milhões em audiência.